# 德兴馆
德兴馆又稱德兴面馆，是中華人民共和國上海市的一家麵館，主打產品有燜肉麵和燜蹄麵。

## 历史
1878年開業。最初是一家賣麵攤位，1930年9月，攤主將生意搬入位於現在福建中路529號的德源館，並將德源館更名為德興館。文革期間更名為德興麵館。2003年，德興麵館總部搬遷至廣東路471號，起名德興麵館（廣東路總店），之前門店則更名為德興麵館（福建路店）。